# Selma Abrahamsson
Selma Abrahamsson, född 12 juli 1872 i Karleby kommun, död 15 december 1911 i Korpilax, var en finlandssvensk författare, känd under pseudonymen Flavia.

## Biografi
Abrahamsson var dotter till arbetaren Matts Kolander (tidigare Kaino) och Greta Eriksdotter. Abrahamsson gifte sig 1890 med Abraham Abrahamsson Rahkola, vilken senare avled i USA. Hon är kanske framför allt känd för sitt engagemang som feminist och nykterhetsförespråkare, vilket märks i pjäserna Förbudslagen (1909), Julbrännvinet (1905) och Kärlek och politik (1912).

### Fotnoter
1. 1 2 3 4 5  Bengt Åhlén (red.), Svenskt författarlexikon: 1. 1900–1940, Rabén & Sjögren, 1942, läs onlineläs online.[källa från Wikidata]
2. 1 2  ”Selma Abrahamsson”. Svensk författarlexikon. https://runeberg.org/sfl/1/0009.html. Läst 17 december 2012.
3. ↑  ”Selma Abrahamsson”. Dramawebben. http://www.dramawebben.se/forfattare/selma-abrahamsson. Läst 17 december 2012.